# William Melville Martin
Pour les articles homonymes, voir Martin.
William Melville Martin (né le 23 août 1876 et décédé le 22 juin 1970) était un homme politique canadien du parti libéral qui a été premier ministre de la Saskatchewan de 1916 à 1922. Il appartenait à la franc-maçonnerie .